# نكالا
نكالا (بالإنجليزية: Nacala)‏ هي مدينة تتبع محافظة نامبولا . بلغ عدد سكانها 206449 نسمة

## المناخ
يظهر الجدول التالي التغييرات المناخية على مدار السنة لنكالا:
| البيانات المناخية لـنكالا         | البيانات المناخية لـنكالا | البيانات المناخية لـنكالا | البيانات المناخية لـنكالا | البيانات المناخية لـنكالا | البيانات المناخية لـنكالا | البيانات المناخية لـنكالا | البيانات المناخية لـنكالا | البيانات المناخية لـنكالا | البيانات المناخية لـنكالا | البيانات المناخية لـنكالا | البيانات المناخية لـنكالا | البيانات المناخية لـنكالا | البيانات المناخية لـنكالا |
| الشهر                             | يناير                     | فبراير                    | مارس                      | أبريل                     | مايو                      | يونيو                     | يوليو                     | أغسطس                     | سبتمبر                    | أكتوبر                    | نوفمبر                    | ديسمبر                    | المعدل السنوي             |
| --------------------------------- | ------------------------- | ------------------------- | ------------------------- | ------------------------- | ------------------------- | ------------------------- | ------------------------- | ------------------------- | ------------------------- | ------------------------- | ------------------------- | ------------------------- | ------------------------- |
| متوسط درجة الحرارة الكبرى °م (°ف) | 32 (89)                   | 32 (89)                   | 32 (89)                   | 32 (89)                   | 31 (88)                   | 30 (86)                   | 29 (85)                   | 30 (86)                   | 31 (87)                   | 32 (89)                   | 32 (89)                   | 32 (89)                   | 31 (88)                   |
| متوسط درجة الحرارة الصغرى °م (°ف) | 19 (67)                   | 19 (67)                   | 19 (67)                   | 18 (65)                   | 17 (63)                   | 16 (61)                   | 16 (60)                   | 15 (59)                   | 16 (61)                   | 18 (64)                   | 18 (65)                   | 19 (66)                   | 18 (64)                   |
| الهطول مم (إنش)                   | 190 (7.6)                 | 190 (7.6)                 | 170 (6.7)                 | 56 (2.2)                  | 13 (0.5)                  | 10 (0.4)                  | 2.5 (0.1)                 | 7.6 (0.3)                 | 5.1 (0.2)                 | 5.1 (0.2)                 | 33 (1.3)                  | 120 (4.8)                 | 810 (31.8)                |
| المصدر: Weatherbase               |                           |                           |                           |                           |                           |                           |                           |                           |                           |                           |                           |                           |                           |

## أعلام
- ألبرتو بيريرا